# Adolfo Puggina
Adolfo Puggina (Rio Grande, 25 de março de 1915 — Porto Alegre, 27 de maio de 1997) foi um economista e político brasileiro.
Foi eleito em 3 de outubro de 1963 deputado estadual pelo PDC para a 41ª Legislatura da Assembleia Legislativa do Rio Grande do Sul, de 1963, permanecendo na assembleia até 1978, pela ARENA.
Foi casado com Eloah Oliveira Puggina, poetisa, autora de quatro livros, conhecida no meio cultural como Alma Doris, já falecida. É pai de 7 filhos, Evandro Puggina (Engenheiro Mecânico-UFRGS), Percival Puggina (Arquiteto e escritor-UFRGS), Marcio Puggina (Advogado e Desembargador,UFRGS-falecido em 2001), Denisa Puggina (Dentista-UFRGS), Gisalma Puggina (Engenheira Agrônoma-UFRGS), Adolfo Puggina (Engenheiro Agrônomo- UFPEL) e Eliara Puggina (pianista e professora de piano-UFRGS).